# かわのえ高原ふるさと館
かわのえ高原ふるさと館（かわのえたかはらふるさとかん）は、愛媛県四国中央市川之江町にある郷土資料館。

## 施設
歴史や文化に関する資料の展示や、生涯学習の成果の発表などが行われている。

## アクセス
- 松山自動車道三島川之江ICから車で約10分
- JR四国川之江駅からせとうちバス三島医療センター・三島中央経由新居浜住友病院前行きで2分、川之江高校前下車、徒歩3分。